# 만물회복설
만물회복설(萬物歸新說, Apocatastasis, Apokatastasis)은 기독교 신학 용어로,  만물이 궁극에 가서는 본래의 상태로 환원된다는 학설이다. 만물귀신설, 만물갱신설(萬物更新說), 만물부흥설(萬物復興說), 만물재흥설이라고도 한다. 구원론의 측면에서 보면 만유구원론, 만인구원론, 보편구원론, 일반구원론, 총체적 구원론이라고도 한다. 

## 개요
기독교의 초기 주장 중 하나인 만물회복설은, 지금은 지옥과 천국으로 나뉘어 많은 사람이 구원받지 못하고 심판을 받지만, 언젠가는 모든 사람이 예수를 믿고 회개하여 구원받게 될 뿐만 아니라, 마귀와 악마들도 회개하여 구원받게 된다는 것이다. 반면에 영원형벌설 교리를 통해서 하나님의 전지전능성을 강조한 칼빈의 예정론을 따르면, 지옥에 가도록 예정하신 하나님의 사랑에 손상이 발생하고, 웨슬리의 선재은총론을 따르면 하나님의 사랑은 인정되지만 인간의 자유 의지에 따른 멸망을 구원하지 않는 하나님이 되어 하나님의 개입 범위에 제한이 걸린다.
지옥에 대한 교리는 재판의 무기징역에 해당하는 영원형벌설, 사형에 해당하는 지옥멸절설, 유기징역에 해당하는 만물회복설로 크게 나눌 수 있다. 무기징역과 사형은 교화를 통해 사회로 돌려보내기를 포기한 것이다. 유기징역은 죄를 인정하면서도 교화를 하려는 의도가 있는 것이다. 죄인에 대해서 정죄의 심판을 하면서도 그 죄인을 향한 사랑을 포기하지 않는 교리는 만물회복설이다. 영원형벌설이나 지옥멸절설을 따르는 것은 하나님이 지옥에 간 자들을 사랑하지 않거나 교화할 능력이 없다고 믿는 것이다. 좋은.

### 전통적 교리와의 차이
정통교회에서 이단으로 정죄된 지옥이 없다는 주장은 집행유예도 아닌 무죄선고에 가깝다. 지옥이 없다는 주장은 공의를 전혀 이룰 수 없다. 그러나 그들이 주장하는 지옥이 없다는 것은 단지 죄의 값을 치르지 않는다는 주장만은 아니다. 하나님이 말씀하신 정녕 죽으리라는 말씀을 문자 그대로 죽음, 곧 흙으로 되돌아가는 것이라고 믿는 것이다. 하나님이 주신 자유의지를 지켜주시는 것이 곧 하나님의 공의라는 말이다.
그러한 사랑의 공의로 인해서 영생을 거부하는 존재들은 죽어서 흙으로 되돌아가게 된다는 설이다. 하나님과 함께 영원히 사는 영생을 바라지 않는 자들에게는 그의 존재를 창조 전의 무와 같은 상태로 되돌림으로 영과 혼과 육이 함께 존재하는 삶의 존재를 잃어버리게 된다는 주장이다. 이는 곧 하나님의 공의란 사랑의 본질인 자유의지를 지켜주시는 것이고 그 자유의지를 통해서 그들이 선택하는 바가 지옥은 아니나 흙으로 돌어가는 멸망일지라도 바라보실 수 밖에 없으며 영생을 강압하실 수 없다는 주장이다. 그것이 하나님의 사랑이고 동시에 공의라는 믿음이다.

## 역사
초대교회로부터 6세기 이전까지는 대부분의 기독교인들이 만물회복설을 믿었으나 그리스 철학의 이원론의 영향으로 사망과 죄와 심판의 영원성을 주장하는 영원형벌설이 6세기 이후부터 기독교의 대세가 되었다.
로마 가톨릭교회는 연옥 교리를 통해서 만물회복설 교리를 일부 유지했지만, 지옥에 간 자에 대해서는 영원형벌설이 적용된다. 그러나, 개신교는 연옥 교리가 교회의 타락에 관련된 직접적인 원인이라며 연옥설을 부인하면서 영원형벌설이 완전히 교리화되었다.
사도신경에서 예수님이 지옥에 내려가셨다는 문구(라틴어: descendit ad inferos)를 통해 만물회복설의 흔적을 발견할 수 있으나, 일부 교파는 이 문구마저 삭제하여 변개된 사도신경을 사용하고 있다.
그렇지만 종교개혁 이후, 특히 프로테스탄트, 특히 재세례파(再洗禮派) 일부와 모라비안파에서 이 설을 다시 주장하고 나섰으며, 근대 신학의 아버지라고 불리는 슐라이어마허를 비롯해서 만유화해론을 주장한 칼 바르트나 만유구원론을 주장한 위르겐 몰트만 역시 이 학설을 받아들이고 있다.

## 만물회복설의 지지 근거

### 성경의 구절들
다음은 만물회복설을 지지하는 사람들이 근거로 드는 성경구절들이다.
- 디도서 2:11 모든 사람에게 구원을 주시는 하나님의 은혜가 나타나
- 디모데전서 2:4 하나님은 모든 사람이 구원을 받으며 진리를 아는 데에 이르길 원하시느니라
- 고린도전서 15:22 아담 안에서 모든 사람이 죽는 것과 같이, 그리스도 안에서 모든 사람이 삶을 얻을 것입니다.
- 고린도전서 15:28 만물을 그에게 복종하게 하실 때에는 아들 자신도 그 때에 만물을 자기에게 복종하게 하신 이에게 복종하게 되리니 이는 하나님이 만유의 주로서 만유 안에 계시려 하심이라
- 골로새서 1:20 그리스도의 십자가의 피로 평화를 이루셔서 그리스도로 말미암아 만물, 곧 땅에 있는 것들이나 하늘에 있는 것들이나 다 기쁘게 자기와 화해시키셨습니다.
- 로마서 5:18 그런즉 한 범죄로 모든 사람이 정죄에 이른것 같이 의의 한 행동으로 말미암아 모든 사람이 의롭다 하심을 받아 생명에 이르렀느니라
- 마태복음 18:14 이와 같이 이 작은 자 중의 하나라도 잃는 것은 하늘에 계신 너희 아버지의 뜻이 아니니라
- 요한복음 3:17 하나님이 그 아들을 세상에 보내신 것은 세상을 심판하려 하심이 아니요 그로 말미암아 세상이 구원을 받게 하려 하심이라
- 요한복음 12:32 내가 땅에서 들리면 모든 사람을 내게로 이끌겠노라 하시니
- 빌립보서 2:10-11 하늘에 있는 자들과 땅에 있는 자들과 땅 아래에 있는 자들로 모든 무릎을 예수의 이름에 꿇게 하시고 모든 입으로 예수 그리스도를 주라 시인하여 하나님 아버지께 영광을 돌리게 하셨느니라
- 베드로전서 3:19 저가 또한 영으로 옥에 있는 영들에게 전파하시니라
- 베드로전서 4:6 이를 위하여 죽은 자들에게도 복음이 전파되었으니 이는 육체로는 사람처럼 심판을 받으나 영으로는 하나님처럼 살게 하려 함이니라

### 예수 보혈의 능력
영원형벌설을 주장하는 자들은 만물회복설이 지옥의 형벌을 감소시키므로 예수님의 구속의 효능을 감소시킨다고 비판한다. 그러나, 만물회복설을 주장하는 자들은 영원형벌설이 예수 보혈의 능력을 제한한다고 다음처럼 주장할 수 있다. 예수님은 이 땅에서 보혈을 흘리셨고 하늘도 그 피로 말미암아 정결하게 되었으며 지옥에도 예수님이 직접 가셔서 복음을 전파하셨다. 초대교회는 예수 보혈의 능력을 제한하지 않고 하늘과 땅과 땅 아래에 있는 모든 자를 구원하는 능력으로 믿었으나 영원형벌설이 보편화되면서 그 능력이 이 땅으로 제한되었다.

### 예수 이외의 구원과 지옥의 실존
지옥에서도 구원받을 기회가 주어진다는 교리이지만 예수 이외의 구원을 주장하는 것이 아니라 오직 예수만을 통한 구원과 지옥의 실존을 믿는다. 만물회복설을 지지하는 사람들은 이 주장이 하나님의 전지 전능성을 비롯해서 완전한 공의와 사랑을 가장 잘 이해할 수 있게 한다고 주장한다. 하나님의 전지전능성에 근거한 칼빈의 예정론을 따를 경우 지옥에 가도록 예정된 자에 대한 하나님의 사랑에 손상이 발생하고, 인간의 자유의지를 강조한 웨슬리의 선재은총론을 따를 경우 하나님의 차별 없는 사랑은 인정할 수 있지만, 하나님이 지옥에 간 사람을 구원하지 않는다는 점에서 하나님의 개입 범위의 제한이 발생하기 때문에, 만물회복설을 지지하는 사람들은 영원형벌설에 따른 장로교와 감리교의 주장에 반대한다고 한다.

### 영원에 대한 성경적 이해
하용조 목사의 비전성경사전의 영원에 대한 설명에서 아래와 같이 말하고 있다. 구약에서 '영원한'이라는 것은 일반적으로 오직 하나님, 그의 목적들과 헌신에 대해서만 언급된다. 인간의 영원한 미래에 대해서 언급한 구절은 오직 한 곳밖에 없다. 다니엘 12장 2절은 "깨어 영생을 얻는 자도 있겠고 수욕을 받아서 무궁히 부끄러움을 입을 자도 있게" 될 부활에 대해서 언급하고 있다. 신약은 구약의 개념을 토대로 '영원'의 의미를 세우고 있다.
이 글에서 볼 수 있듯이 영원이라는 단어는 시간적 영원성으로 사용되기보다는 영원하신 하나님으로부터 말미암거나 하나님의 영원한 목적과 관련되어 사용된다. 그렇게 하지 않으면 다음의 성경 구절에서 영원이라는 단어를 바르게 해석할 수 없게 된다.
- 유1:7 소돔과 고모라와 그 이웃 도시들도 저희와 같은 모양으로 간음을 행하며 다른 색을 따라 가다가 영원한 불의 형벌을 받음으로 거울이 되었느니라
- 레25:34 그러나 그들의 성읍 주위에 있는 들판은 그들의 영원한 소유지이니 팔지 못할지니라
- 대하6:2 내가 주를 위하여 거하실 성전을 건축하였사오니 주께서 영원히 계실 처소로소이다 하고
- 수8:28 이에 여호수아가 아이를 불살라 그것으로 영원한 무더기를 만들었더니 오늘까지 황폐하였으며
- 에스라9:12 그 땅의 아름다운 것을 먹으며 그 땅을 자손에게 물려 주어 영원한 유산으로 물려 주게 되리라 하셨나이다
- 대상23:25 다윗이 이르기를 이스라엘 하나님 여호와께서 평강을 그의 백성에게 주시고 예루살렘에 영원히 거하시나니: 이것을 시간적 영원으로 해석하면 지구가 영원하고 땅의 예루살렘이 하나님 나라가 되어 영원해야 한다.
- 유1:6 또 자기 지위를 지키지 아니하고 자기 처소를 떠난 천사들을 큰 날의 심판까지 영원한 결박으로 흑암에 가두셨으며
- 겔37:25 내가 내 종 야곱에게 준 땅 곧 그의 조상들이 거주하던 땅에 그들이 거주하되 그들과 그들의 자자 손손이 영원히 거기에 거주할 것이요

이 구절들에서 영원을 시간적 영원으로 해석하면 성경은 오류가 가득한 책이 되고 만다. 솔로몬이 지은 성전은 영원하지 않았고 명확히 기간을 제한하면서도 영원이라 표현하는 부분이 존재하기 때문이다. 그러므로 지옥과 관련하여 나오는 영원이라는 단어를 굳이 시간적 영원으로만 해석해야 할 성경적 근거는 없다고 할 수 있다. 즉 영원한 지옥에 대한 성경의 표현을 성경에서의 일반적 용법처럼 시간적 무한이 아닌 영원하신 하나님으로부터의 단절에 근거한 것으로 해석할 수 있다는 것이다.

### 영원한 지옥의 해석
신약 성경에서 영원한 지옥으로 번역되는 영원한 지옥(aionion kolasin)은 번역 과정에서 오역됐을 수도 있다. 영원한 지옥(aionion kolasin)은 의역이 아닌 직역으로 번역하는 것이 맞고, 시간적이고 절대적인 영원으로 해석하는 것은 오역일 수 있다는 뜻이다.
영원형벌설을 주장하는 근거가 되는 신약 성경의 구절들에서 영원을 뜻하는 단어는 모두 'aionion'이다. 'aionion'의 어근인 'aion'은 '세대'라는 뜻이다. 희랍어로 영원에 해당하는 단어로는 'aidion' 등이 따로 존재한다.
'aionion', 'aionios' 등 'aion'을 어근으로 하는 단어들이 성경 외의 문서에서 당시에 어떤 의미로 사용되었는지를 아는 것이 정확한 의미를 아는 데에 도움이 될 것이다. 예수 당시의 사람인 요세푸스(Josephus)의 문서들과 필로(Philo)의 문서들을 보면 'aidion'을 영원의 의미로 사용하고 'aionion'을 제한된 기간의 의미로 구분하여 사용한 것을 확인할 수 있다.
성경에서는 'aionion'이 여러 구절에서 등장하는데, 영원하다는 뜻으로 해석하는 것이 타당한 구절도 있고 제한된 기간으로 해석해야 하는 구절도 있다. 결국 지옥이 시간적으로 영원하다고 번역한 것은 영원형벌설 교리를 전제로 한 의역일 뿐이지, 원어에 가깝게 직역한다면 '영원한'보다는 '아주 오랜(age-long)'이라고 번역하는 것이 옳다는 뜻이다.

아울러 가장 오래된 헬라어 구약성경인 70인역에서 'aionios'가 150여 차례나 나오는데, 80% 가까이가 제한된 시간이라는 의미로 사용되었다. 참고로 'aionion'의 어근인 'aion'에 대해 설명을 추가한다. 이는 아리스토텔레스의 글에 'The period which includes the whole time of one's life is called the aeon of each one' 이라고 정의되어 있다. 'aeon'은 'aion'이 음역된 것이며 'aion'이 시간이 지나면서 영원하다는 뜻으로 사용되기도 했지만 원뜻은 세대인 것이다.

### 무라토리 정경 목록
무라토리 정경 목록은 정통 교회의 최초의 정경 목록으로 초대교회 당시에 교회에서 공식적으로 읽을 수 있도록 지정된 신약성경의 목록이다. 무라토리 정경 목록에 있는 베드로 묵시록은 일부 교회에서는 읽히지 않았지만 대부분의 교회에서 공식적으로 예배시간에 읽게 되어 있던 문서이다. 베드로 묵시록은 이후에 정경에서 제외되었으나 베드로 묵시록에서 초대교회가 일반적으로 받아들였던 지옥에 대한 신앙을 확인할 수 있는데, 베드로 묵시록에는 예수님께서 지옥의 영혼들이 나중에 구원받을 것을 언급하시는 내용이 포함되어 있다.

### 사도 바울의 고백
- 로마서 9:1-3 내가 그리스도 안에서 참말을 하고 거짓말을 아니하노라 나에게 큰 근심이 있는 것과 마음에 그치지 않는 고통이 있는 것을 내 양심이 성령 안에서 나와 더불어 증언하노니 나의 형제 곧 골육의 친척을 위하여 내 자신이 저주를 받아 그리스도에게서 끊어질지라도 원하는 바로라[10]

위의 성경 구절에서 사도 바울은 유대인 형제들을 위해서는 그리스도에게서 끊어질지라도 원한다고 다음과 같이 성령 안에서 증언한다. 그리스도에게서 끊어지면 당연히 지옥에 갈 수 밖에 없는 것을 잘 아는 사도 바울이 이렇게 고백했다는 것은 그가 지옥이 시간적으로 영원하다고 믿지 않았음을 암시한다고 주장하는 사람들도 있다.

## 만물회복설에 대한 반론

### 성경의 구절들
- 마태복음 7장 13-14절 좁은 문으로 들어가라. 멸망으로 인도하는 문은 크고 그 길이 넓어 그리로 들어가는 자가 많고, 생명으로 인도하는 문은 좁고 길이 협착하여 찾는 자가 적음이라.
- 데살로니가후서 1:9 이런 자들은 주의 얼굴과 그의 힘의 영광을 떠나 영원한 멸망의 형벌을 받으리로다.
- 마태복음 25:46 그들은 영벌에, 의인들은 영생에 들어가리라 하시니라.

이와 같은 성경구절들을 볼 때, 모든 사람들이 전부 구원 받는다는 만물회복설은 비성경적이라는 주장도 있으나, 이 구절들이 직접적으로 영원한 지옥을 선포하는지에 대해서는 이견이 있다.

## 같이 보기
- 단자 (철학)
- 내재신론
- 악의 문제